# 1786
Portal Geschichte | Portal Biografien | Aktuelle Ereignisse | Jahreskalender | Tagesartikel

◄ |
17. Jahrhundert |
18. Jahrhundert
| 19. Jahrhundert | ►

◄ |
1750er |
1760er |
1770er |
1780er
| 1790er | 1800er | 1810er | ►

◄◄ |
◄ |
1782 |
1783 |
1784 |
1785 |
1786
| 1787 | 1788 | 1789 | 1790 | ► | ►►
Staatsoberhäupter  · Nekrolog   · Musikjahr
| Januar | Januar | Januar | Januar | Januar | Januar | Januar | Januar |
| Kw     | Mo     | Di     | Mi     | Do     | Fr     | Sa     | So     |
| ------ | ------ | ------ | ------ | ------ | ------ | ------ | ------ |
| 52     |        |        |        |        |        |        | 1      |
| 1      | 2      | 3      | 4      | 5      | 6      | 7      | 8      |
| 2      | 9      | 10     | 11     | 12     | 13     | 14     | 15     |
| 3      | 16     | 17     | 18     | 19     | 20     | 21     | 22     |
| 4      | 23     | 24     | 25     | 26     | 27     | 28     | 29     |
| 5      | 30     | 31     |        |        |        |        |        |

| Februar | Februar | Februar | Februar | Februar | Februar | Februar | Februar |
| Kw      | Mo      | Di      | Mi      | Do      | Fr      | Sa      | So      |
| ------- | ------- | ------- | ------- | ------- | ------- | ------- | ------- |
| 5       |         |         | 1       | 2       | 3       | 4       | 5       |
| 6       | 6       | 7       | 8       | 9       | 10      | 11      | 12      |
| 7       | 13      | 14      | 15      | 16      | 17      | 18      | 19      |
| 8       | 20      | 21      | 22      | 23      | 24      | 25      | 26      |
| 9       | 27      | 28      |         |         |         |         |         |

| März | März | März | März | März | März | März | März |
| Kw   | Mo   | Di   | Mi   | Do   | Fr   | Sa   | So   |
| ---- | ---- | ---- | ---- | ---- | ---- | ---- | ---- |
| 9    |      |      | 1    | 2    | 3    | 4    | 5    |
| 10   | 6    | 7    | 8    | 9    | 10   | 11   | 12   |
| 11   | 13   | 14   | 15   | 16   | 17   | 18   | 19   |
| 12   | 20   | 21   | 22   | 23   | 24   | 25   | 26   |
| 13   | 27   | 28   | 29   | 30   | 31   |      |      |

| April | April | April | April | April | April | April | April |
| Kw    | Mo    | Di    | Mi    | Do    | Fr    | Sa    | So    |
| ----- | ----- | ----- | ----- | ----- | ----- | ----- | ----- |
| 13    |       |       |       |       |       | 1     | 2     |
| 14    | 3     | 4     | 5     | 6     | 7     | 8     | 9     |
| 15    | 10    | 11    | 12    | 13    | 14    | 15    | 16    |
| 16    | 17    | 18    | 19    | 20    | 21    | 22    | 23    |
| 17    | 24    | 25    | 26    | 27    | 28    | 29    | 30    |

| Mai | Mai | Mai | Mai | Mai | Mai | Mai | Mai |
| Kw  | Mo  | Di  | Mi  | Do  | Fr  | Sa  | So  |
| --- | --- | --- | --- | --- | --- | --- | --- |
| 18  | 1   | 2   | 3   | 4   | 5   | 6   | 7   |
| 19  | 8   | 9   | 10  | 11  | 12  | 13  | 14  |
| 20  | 15  | 16  | 17  | 18  | 19  | 20  | 21  |
| 21  | 22  | 23  | 24  | 25  | 26  | 27  | 28  |
| 22  | 29  | 30  | 31  |     |     |     |     |

| Juni | Juni | Juni | Juni | Juni | Juni | Juni | Juni |
| Kw   | Mo   | Di   | Mi   | Do   | Fr   | Sa   | So   |
| ---- | ---- | ---- | ---- | ---- | ---- | ---- | ---- |
| 22   |      |      |      | 1    | 2    | 3    | 4    |
| 23   | 5    | 6    | 7    | 8    | 9    | 10   | 11   |
| 24   | 12   | 13   | 14   | 15   | 16   | 17   | 18   |
| 25   | 19   | 20   | 21   | 22   | 23   | 24   | 25   |
| 26   | 26   | 27   | 28   | 29   | 30   |      |      |

| Juli | Juli | Juli | Juli | Juli | Juli | Juli | Juli |
| Kw   | Mo   | Di   | Mi   | Do   | Fr   | Sa   | So   |
| ---- | ---- | ---- | ---- | ---- | ---- | ---- | ---- |
| 26   |      |      |      |      |      | 1    | 2    |
| 27   | 3    | 4    | 5    | 6    | 7    | 8    | 9    |
| 28   | 10   | 11   | 12   | 13   | 14   | 15   | 16   |
| 29   | 17   | 18   | 19   | 20   | 21   | 22   | 23   |
| 30   | 24   | 25   | 26   | 27   | 28   | 29   | 30   |
| 31   | 31   |      |      |      |      |      |      |

| August | August | August | August | August | August | August | August |
| Kw     | Mo     | Di     | Mi     | Do     | Fr     | Sa     | So     |
| ------ | ------ | ------ | ------ | ------ | ------ | ------ | ------ |
| 31     |        | 1      | 2      | 3      | 4      | 5      | 6      |
| 32     | 7      | 8      | 9      | 10     | 11     | 12     | 13     |
| 33     | 14     | 15     | 16     | 17     | 18     | 19     | 20     |
| 34     | 21     | 22     | 23     | 24     | 25     | 26     | 27     |
| 35     | 28     | 29     | 30     | 31     |        |        |        |

| September | September | September | September | September | September | September | September |
| Kw        | Mo        | Di        | Mi        | Do        | Fr        | Sa        | So        |
| --------- | --------- | --------- | --------- | --------- | --------- | --------- | --------- |
| 35        |           |           |           |           | 1         | 2         | 3         |
| 36        | 4         | 5         | 6         | 7         | 8         | 9         | 10        |
| 37        | 11        | 12        | 13        | 14        | 15        | 16        | 17        |
| 38        | 18        | 19        | 20        | 21        | 22        | 23        | 24        |
| 39        | 25        | 26        | 27        | 28        | 29        | 30        |           |

| Oktober | Oktober | Oktober | Oktober | Oktober | Oktober | Oktober | Oktober |
| Kw      | Mo      | Di      | Mi      | Do      | Fr      | Sa      | So      |
| ------- | ------- | ------- | ------- | ------- | ------- | ------- | ------- |
| 39      |         |         |         |         |         |         | 1       |
| 40      | 2       | 3       | 4       | 5       | 6       | 7       | 8       |
| 41      | 9       | 10      | 11      | 12      | 13      | 14      | 15      |
| 42      | 16      | 17      | 18      | 19      | 20      | 21      | 22      |
| 43      | 23      | 24      | 25      | 26      | 27      | 28      | 29      |
| 44      | 30      | 31      |         |         |         |         |         |

| November | November | November | November | November | November | November | November |
| Kw       | Mo       | Di       | Mi       | Do       | Fr       | Sa       | So       |
| -------- | -------- | -------- | -------- | -------- | -------- | -------- | -------- |
| 44       |          |          | 1        | 2        | 3        | 4        | 5        |
| 45       | 6        | 7        | 8        | 9        | 10       | 11       | 12       |
| 46       | 13       | 14       | 15       | 16       | 17       | 18       | 19       |
| 47       | 20       | 21       | 22       | 23       | 24       | 25       | 26       |
| 48       | 27       | 28       | 29       | 30       |          |          |          |

| Dezember | Dezember | Dezember | Dezember | Dezember | Dezember | Dezember | Dezember |
| Kw       | Mo       | Di       | Mi       | Do       | Fr       | Sa       | So       |
| -------- | -------- | -------- | -------- | -------- | -------- | -------- | -------- |
| 48       |          |          |          |          | 1        | 2        | 3        |
| 49       | 4        | 5        | 6        | 7        | 8        | 9        | 10       |
| 50       | 11       | 12       | 13       | 14       | 15       | 16       | 17       |
| 51       | 18       | 19       | 20       | 21       | 22       | 23       | 24       |
| 52       | 25       | 26       | 27       | 28       | 29       | 30       | 31       |

| Januar | Januar | Januar | Januar | Januar | Januar | Januar | Januar |
| Kw     | Mo     | Di     | Mi     | Do     | Fr     | Sa     | So     |
| ------ | ------ | ------ | ------ | ------ | ------ | ------ | ------ |
| 52     |        |        |        |        |        |        | 1      |
| 1      | 2      | 3      | 4      | 5      | 6      | 7      | 8      |
| 2      | 9      | 10     | 11     | 12     | 13     | 14     | 15     |
| 3      | 16     | 17     | 18     | 19     | 20     | 21     | 22     |
| 4      | 23     | 24     | 25     | 26     | 27     | 28     | 29     |
| 5      | 30     | 31     |        |        |        |        |        |

| Februar | Februar | Februar | Februar | Februar | Februar | Februar | Februar |
| Kw      | Mo      | Di      | Mi      | Do      | Fr      | Sa      | So      |
| ------- | ------- | ------- | ------- | ------- | ------- | ------- | ------- |
| 5       |         |         | 1       | 2       | 3       | 4       | 5       |
| 6       | 6       | 7       | 8       | 9       | 10      | 11      | 12      |
| 7       | 13      | 14      | 15      | 16      | 17      | 18      | 19      |
| 8       | 20      | 21      | 22      | 23      | 24      | 25      | 26      |
| 9       | 27      | 28      |         |         |         |         |         |

| März | März | März | März | März | März | März | März |
| Kw   | Mo   | Di   | Mi   | Do   | Fr   | Sa   | So   |
| ---- | ---- | ---- | ---- | ---- | ---- | ---- | ---- |
| 9    |      |      | 1    | 2    | 3    | 4    | 5    |
| 10   | 6    | 7    | 8    | 9    | 10   | 11   | 12   |
| 11   | 13   | 14   | 15   | 16   | 17   | 18   | 19   |
| 12   | 20   | 21   | 22   | 23   | 24   | 25   | 26   |
| 13   | 27   | 28   | 29   | 30   | 31   |      |      |

| April | April | April | April | April | April | April | April |
| Kw    | Mo    | Di    | Mi    | Do    | Fr    | Sa    | So    |
| ----- | ----- | ----- | ----- | ----- | ----- | ----- | ----- |
| 13    |       |       |       |       |       | 1     | 2     |
| 14    | 3     | 4     | 5     | 6     | 7     | 8     | 9     |
| 15    | 10    | 11    | 12    | 13    | 14    | 15    | 16    |
| 16    | 17    | 18    | 19    | 20    | 21    | 22    | 23    |
| 17    | 24    | 25    | 26    | 27    | 28    | 29    | 30    |

| Mai | Mai | Mai | Mai | Mai | Mai | Mai | Mai |
| Kw  | Mo  | Di  | Mi  | Do  | Fr  | Sa  | So  |
| --- | --- | --- | --- | --- | --- | --- | --- |
| 18  | 1   | 2   | 3   | 4   | 5   | 6   | 7   |
| 19  | 8   | 9   | 10  | 11  | 12  | 13  | 14  |
| 20  | 15  | 16  | 17  | 18  | 19  | 20  | 21  |
| 21  | 22  | 23  | 24  | 25  | 26  | 27  | 28  |
| 22  | 29  | 30  | 31  |     |     |     |     |

| Juni | Juni | Juni | Juni | Juni | Juni | Juni | Juni |
| Kw   | Mo   | Di   | Mi   | Do   | Fr   | Sa   | So   |
| ---- | ---- | ---- | ---- | ---- | ---- | ---- | ---- |
| 22   |      |      |      | 1    | 2    | 3    | 4    |
| 23   | 5    | 6    | 7    | 8    | 9    | 10   | 11   |
| 24   | 12   | 13   | 14   | 15   | 16   | 17   | 18   |
| 25   | 19   | 20   | 21   | 22   | 23   | 24   | 25   |
| 26   | 26   | 27   | 28   | 29   | 30   |      |      |

| Juli | Juli | Juli | Juli | Juli | Juli | Juli | Juli |
| Kw   | Mo   | Di   | Mi   | Do   | Fr   | Sa   | So   |
| ---- | ---- | ---- | ---- | ---- | ---- | ---- | ---- |
| 26   |      |      |      |      |      | 1    | 2    |
| 27   | 3    | 4    | 5    | 6    | 7    | 8    | 9    |
| 28   | 10   | 11   | 12   | 13   | 14   | 15   | 16   |
| 29   | 17   | 18   | 19   | 20   | 21   | 22   | 23   |
| 30   | 24   | 25   | 26   | 27   | 28   | 29   | 30   |
| 31   | 31   |      |      |      |      |      |      |

| August | August | August | August | August | August | August | August |
| Kw     | Mo     | Di     | Mi     | Do     | Fr     | Sa     | So     |
| ------ | ------ | ------ | ------ | ------ | ------ | ------ | ------ |
| 31     |        | 1      | 2      | 3      | 4      | 5      | 6      |
| 32     | 7      | 8      | 9      | 10     | 11     | 12     | 13     |
| 33     | 14     | 15     | 16     | 17     | 18     | 19     | 20     |
| 34     | 21     | 22     | 23     | 24     | 25     | 26     | 27     |
| 35     | 28     | 29     | 30     | 31     |        |        |        |

| September | September | September | September | September | September | September | September |
| Kw        | Mo        | Di        | Mi        | Do        | Fr        | Sa        | So        |
| --------- | --------- | --------- | --------- | --------- | --------- | --------- | --------- |
| 35        |           |           |           |           | 1         | 2         | 3         |
| 36        | 4         | 5         | 6         | 7         | 8         | 9         | 10        |
| 37        | 11        | 12        | 13        | 14        | 15        | 16        | 17        |
| 38        | 18        | 19        | 20        | 21        | 22        | 23        | 24        |
| 39        | 25        | 26        | 27        | 28        | 29        | 30        |           |

| Oktober | Oktober | Oktober | Oktober | Oktober | Oktober | Oktober | Oktober |
| Kw      | Mo      | Di      | Mi      | Do      | Fr      | Sa      | So      |
| ------- | ------- | ------- | ------- | ------- | ------- | ------- | ------- |
| 39      |         |         |         |         |         |         | 1       |
| 40      | 2       | 3       | 4       | 5       | 6       | 7       | 8       |
| 41      | 9       | 10      | 11      | 12      | 13      | 14      | 15      |
| 42      | 16      | 17      | 18      | 19      | 20      | 21      | 22      |
| 43      | 23      | 24      | 25      | 26      | 27      | 28      | 29      |
| 44      | 30      | 31      |         |         |         |         |         |

| November | November | November | November | November | November | November | November |
| Kw       | Mo       | Di       | Mi       | Do       | Fr       | Sa       | So       |
| -------- | -------- | -------- | -------- | -------- | -------- | -------- | -------- |
| 44       |          |          | 1        | 2        | 3        | 4        | 5        |
| 45       | 6        | 7        | 8        | 9        | 10       | 11       | 12       |
| 46       | 13       | 14       | 15       | 16       | 17       | 18       | 19       |
| 47       | 20       | 21       | 22       | 23       | 24       | 25       | 26       |
| 48       | 27       | 28       | 29       | 30       |          |          |          |

| Dezember | Dezember | Dezember | Dezember | Dezember | Dezember | Dezember | Dezember |
| Kw       | Mo       | Di       | Mi       | Do       | Fr       | Sa       | So       |
| -------- | -------- | -------- | -------- | -------- | -------- | -------- | -------- |
| 48       |          |          |          |          | 1        | 2        | 3        |
| 49       | 4        | 5        | 6        | 7        | 8        | 9        | 10       |
| 50       | 11       | 12       | 13       | 14       | 15       | 16       | 17       |
| 51       | 18       | 19       | 20       | 21       | 22       | 23       | 24       |
| 52       | 25       | 26       | 27       | 28       | 29       | 30       | 31       |

## Ereignisse

### Politik und Weltgeschehen

#### Europa

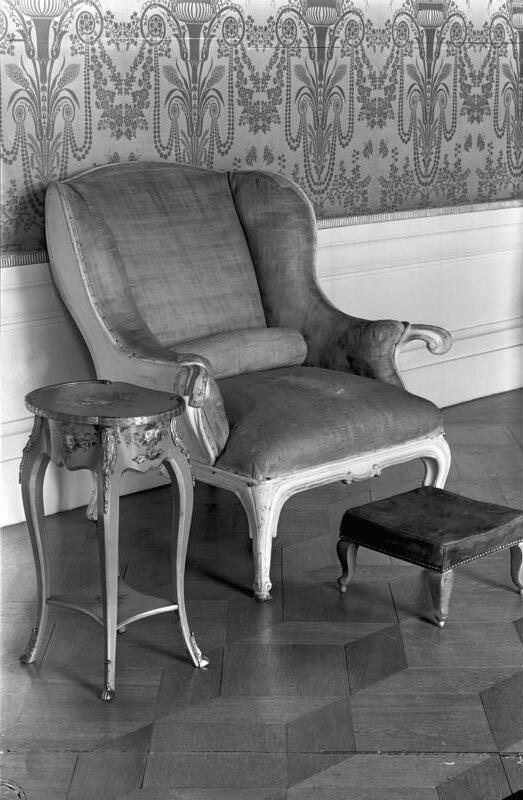
Friedrichs Sterbesessel

- 17. August: Der preußische König Friedrich der Große stirbt nach rund 46-jähriger Regierungszeit im Schloss Sanssouci in seinem Sessel. Entgegen seinem letzten Willen lässt ihn sein Neffe und Nachfolger Friedrich Wilhelm II., der älteste Sohn von Friedrichs jüngerem Bruder August Wilhelm, nicht in der von ihm errichteten Gruft in Sanssouci, sondern in der Potsdamer Garnisonkirche in der hinter dem Altar befindlichen Gruft des Königlichen Monuments an der Seite seines Vaters Friedrich Wilhelm I. beisetzen.
- 30. November: Das Großherzogtum Toskana schafft unter der Herrschaft des Habsburgers Pietro Leopoldo als erster Staat die Todesstrafe ab. Gleichzeitig wird auch die Folter abgeschafft.

Kaiser Joseph II. mit Erzherzog Franz im Lager bei Minkendorf im November 1786, Gemälde von Martin Ferdinand Quadal

#### Amerika
- April: Der Amtsinhaber George Clinton wird bei der Gouverneurswahl in New York ohne Gegenkandidaten wiedergewählt.
- 11. September bis 14. September: In der Annapolis Convention schlagen Politiker einen Verfassungskonvent vor.
- September: In Massachusetts beginnt Shays’ Rebellion unter der Führung von Daniel Shays.

#### Ozeanien
- Januar: Die französische Expedition unter der Leitung von Jean-François de La Pérouse erreicht Patagonien. Über Kap Hoorn und die Osterinsel geht es nach Hawaii und weiter nach Alaska. La Pérouse, der sich zu den Aufklärern zählt, verzichtet als erster Europäer bewusst auf die Inbesitznahme noch unerforschter Inseln. In Alaska knüpft er wichtige Kontakte mit Indianern, bevor er die Küste Kaliforniens bereist.
- 4. November: Der französische Entdecker Jean-François de La Pérouse entdeckt als erster Europäer eine der Nordwestlichen Hawaii-Inseln und tauft sie Île Necker nach dem französischen Finanzminister Jacques Necker. Der Winter wird für die Überfahrt über den Pazifik genutzt.

### Wirtschaft
- 31. Oktober: Der schwedische König Gustav III. genehmigt das Gründen der Schwedischen Westindien-Kompanie mit dem Privileg zum Handel mit der Insel Saint-Barthélemy und anderen karibischen Handelsplätzen.

1. Seite der Erstausgabe von Sonnabend, 25. November 1786

- 25. November: Die Zeitung für Städte, Flecken und Dörfer erscheint erstmals. Herausgeber ist Hermann Bräss.

### Wissenschaft und Technik

#### Aviation
- 24. August: Joseph Maximilian Freiherr von Lütgendorf startet von Augsburg aus den Versuch, mit seiner „Gondolfiere“ der erste deutsche Luftsegler zu werden.

#### Astronomie
- 17. Januar: Pierre Méchain entdeckt einen Kometen, der später als Enckescher Komet benannt wird.
- 15. Februar: Der Astronom Wilhelm Herschel entdeckt den Katzenaugennebel, einen planetarischen Nebel im Sternbild Drache.
- 24. Februar: Wilhelm Herschel findet im Sternbild Jungfrau die Galaxie NGC 4845.
- 3. März: Wilhelm Herschel wird im Sternbild Jungfrau der Galaxien NGC 4699 und NGC 4958 gewahr.
- 25. März: Im Sternbild Jungfrau bemerkt Wilhelm Herschel die Galaxien NGC 4781 und NGC 4939.
- 28. März: Wilhelm Herschel spürt im Sternbild Wasserschlange die Galaxie NGC 5061 und im Sternbild Kleiner Löwe die Galaxie NGC 2859 auf.
- 30. April: Die Galaxien NGC 4900, NGC 5560, NGC 5566 und NGC 5576 werden im Sternbild Jungfrau von Wilhelm Herschel gesichtet.
- 4. September: Wilhelm Herschel bemerkt im Sternbild Widder die Galaxie NGC 821.
- 18. September: Die Galaxie NGC 14 wird von Wilhelm Herschel im Sternbild Pegasus entdeckt.
- 13. Oktober: Wilhelm Herschel erblickt im Sternbild Wassermann die Galaxie NGC 7377.
- 17. Oktober: Wilhelm Herschel findet im Sternbild Andromeda die Galaxie NGC 7640.
- 24. Oktober: Wilhelm Herschel beobachtet erstmals im Sternbild Perseus die Galaxien NGC 1138 und NGC 1175.
- 26. Oktober: Wilhelm Herschel entdeckt im Sternbild Andromeda die Galaxie NGC 252 sowie im Sternbild Dreieck die Galaxien NGC 672 und NGC 855.
- 13. November: Im Sternbild Widder sieht erstmals Wilhelm Herschel die Galaxien NGC 691 und NGC 1156.
- 11. Dezember: Wilhelm Herschel entdeckt im Sternbild Kassiopeia die Galaxie NGC 278.
- 13. Dezember: Wilhelm Herschel bemerkt im Sternbild Walfisch die Galaxie NGC 259.
- 15. Dezember: Als Erstem fällt Wilhelm Herschel die Galaxie NGC 1242 im Sternbild Eridanus auf.
- 21. Dezember: Im Sternbild Becher beobachtet Wilhelm Herschel die Galaxien NGC 3511 und NGC 3513 sowie im Sternbild Fische die Galaxie NGC 193.

#### Sonstiges
- Immanuel Kant veröffentlicht das Buch Metaphysische Anfangsgründe der Naturwissenschaft.

### Kultur

#### Musik und Theater
- 31. Januar: Uraufführung der Oper Orpheus og Euridice von Johann Gottlieb Naumann in Kopenhagen
- 2. Februar: Uraufführung der Operette Die treuen Köhler von Justin Heinrich Knecht in Biberach an der Riß
- 7. Februar: Die komische Oper Prima la musica e poi le parole von Antonio Salieri wird in der Orangerie von Schloss Schönbrunn in Wien uraufgeführt. Bei gleicher Gelegenheit wird auch das Singspiel Der Schauspieldirektor von Wolfgang Amadeus Mozart nach dem Libretto von Johann Gottlieb Stephanie zur Uraufführung gebracht, das ein ähnliches Thema behandelt. Salieris Werk erhält vom Publikum den Vorzug.
- 30. März: Uraufführung der Oper Il Giulio Sabino von Luigi Cherubini am King’s Theatre in London

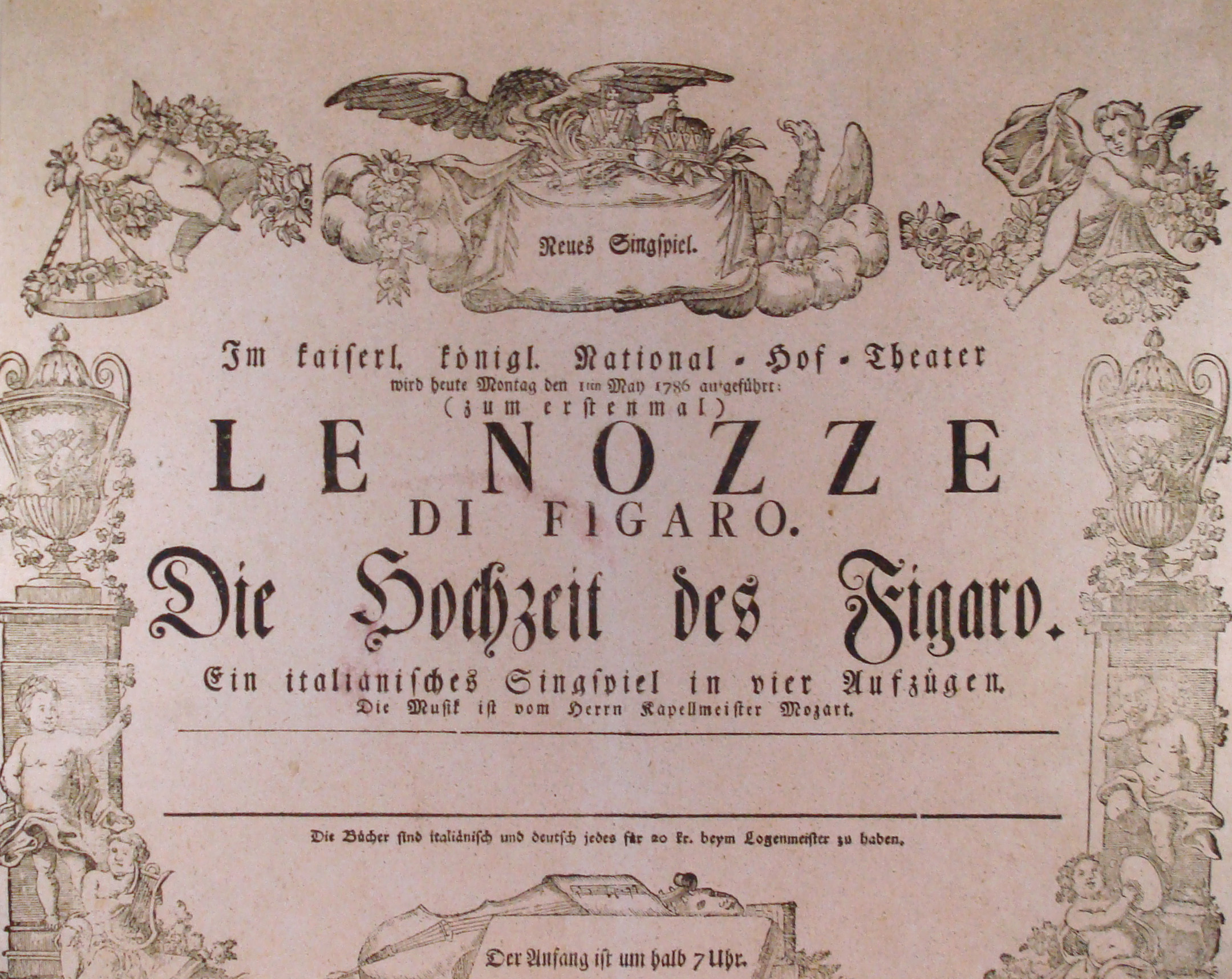
Plakat für die Uraufführung

- 1. Mai: Die Oper Le nozze di Figaro, KV 492, von Wolfgang Amadeus Mozart wird am Burgtheater in Wien uraufgeführt. Das italienische Libretto stammt von Lorenzo da Ponte und basiert auf der Komödie La Folle Journée, ou Le mariage de Figaro von Pierre Augustin Caron de Beaumarchais aus dem Jahr 1778. Die Oper wird vom Wiener Publikum sehr gemischt aufgenommen.
- 11. Juli: Das Singspiel Doktor und Apotheker von Carl Ditters von Dittersdorf auf ein Libretto von Johann Gottlieb Stephanie d. J. hat seine Uraufführung am K. u. K. Nationaltheater in Wien. Es beschert dem Komponisten seinen größten Erfolg und gilt als sein Meisterwerk.
- 14. Juli: Uraufführung der Oper Rosine ou L'Epouse abandonnée von François-Joseph Gossec in Paris
- 2. Dezember: Die Uraufführung der Tragédie lyrique Les Horaces von Antonio Salieri auf einen Text von Nicolas-Francois Guillard nach einer Vorlage von Pierre Corneille findet am Hoftheater von Versailles statt. Die öffentliche Uraufführung erfolgte am 7. Dezember in der Pariser Opéra. Die Premiere gerät zum Fiasko, die Aufführung schließt nicht nur ohne Beifall, sondern mit unzweideutigen Zeichen des Missfallens.

#### Sonstiges
- 20. März: Die Schwedische Akademie in Stockholm wird von König Gustav III. zur Förderung der schwedischen Sprache und Literatur errichtet.

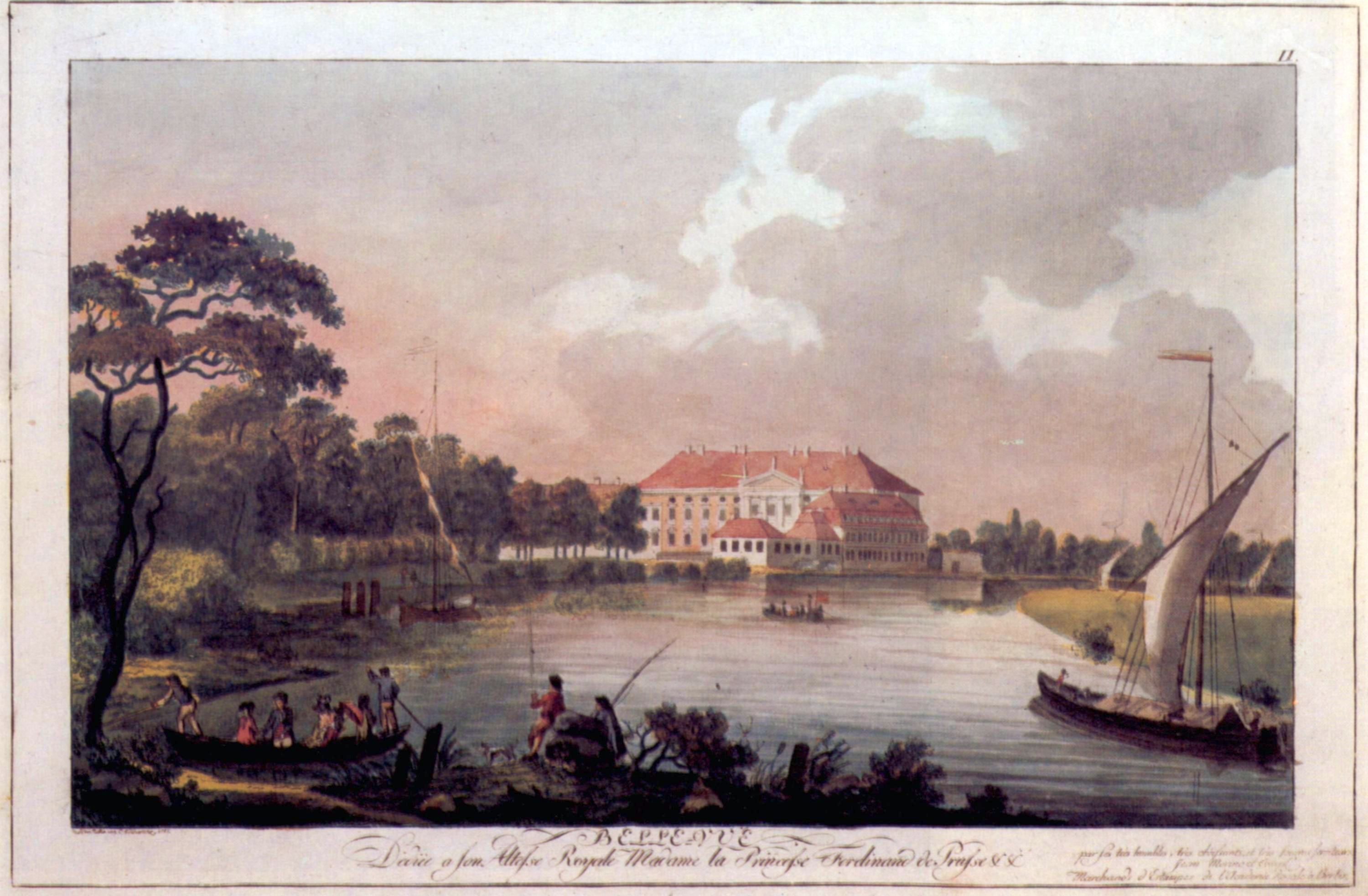
Schloss Bellevue, Radierung von Carl Benjamin Schwarz (1797)

- Schloss Bellevue in Berlin wird nach Plänen von Michael Philipp Boumann fertiggestellt.

### Religion
- August: Der Versuch deutscher Bischöfe, sich mit der Emser Punktation von Rom zu emanzipieren, scheitert.
- 4. Dezember: Die Mission Santa Barbara wird gegründet.

### Katastrophen
- 1. Juni: Beim Erdbeben im Süden von Kangding werden tausende Personen getötet.
- 10. Juni: Ein nach einem Erdrutsch durch das Erdbeben im Süden von Kangding zehn Tage vorher entstandener natürlicher Damm, der den Fluss Dadu He staut, bricht. Etwa 100.000 Menschen sterben durch die Flutwelle, die über 1.400 km hinweg das Land verwüstet.

### Sport
- 8. August: Jacques Balmat und Michel-Gabriel Paccard gelingt die Erstbesteigung des Mont Blanc.

## Geboren

### Januar
- 01. Januar: Dixon Denham, englischer Afrikaforscher († 1828)
- 03. Januar: Friedrich Schneider, deutscher Komponist, Organist und Kapellmeister († 1853)
- 05. Januar: Thomas Nuttall, englischer Botaniker und Zoologe († 1859)
- 10. Januar: Alexander Tschernyschow, russischer General, Diplomat und Staatsmann († 1857)
- 13. Januar: Philippe Jacques van Bree, belgischer Maler, Bildhauer und Architekt († 1871)
- 17. Januar: Nikolaus Nack, deutscher Kaufmann und Politiker († 1860)
- 23. Januar: Friedrich Arnold, deutscher Architekt und Baubeamter († 1854)
- 24. Januar: Karl Wilhelm Baumgarten-Crusius, deutscher Pädagoge († 1845)
- 24. Januar: Walter Forward, US-amerikanischer Politiker († 1852)
- 24. Januar: Auguste de Montferrand, französisch-russischer Architekt († 1858)
- 26. Januar: Benjamin Robert Haydon, englischer Maler († 1846)
- 28. Januar: Nathaniel Wallich, dänischer Botaniker († 1854)
- 30. Januar: Robert Glutz von Blotzheim, Schweizer Schriftsteller und Journalist († 1818)

### Februar
- 02. Februar: Jacques Philippe Marie Binet, französischer Mathematiker († 1856)
- 02. Februar: Wilhelm Otto von Glasenapp, russischer Generalleutnant († 1862)
- 03. Februar: Wilhelm Gesenius, deutscher Theologe und Sprachgelehrter († 1842)
- 07. Februar: Antonio José de Irisarri, guatemaltekischer Director Supremo von Chile († 1868)
- 08. Februar: Jan Zygmunt Skrzynecki, polnischer General († 1860)
- 13. Februar: David Spleiss, Schweizer evangelischer Geistlicher († 1854)
- 14. Februar: Eobanus Friedrich Krebaum, deutscher Orgelbauer († 1845)
- 15. Februar: Ferdinand Gotthelf Hand, deutscher Altphilologe († 1851)
- 16. Februar: Maria Pawlowna, Großherzogin von Sachsen-Weimar-Eisenach († 1859)
- 24. Februar: Martin W. Bates, US-amerikanischer Politiker († 1869)

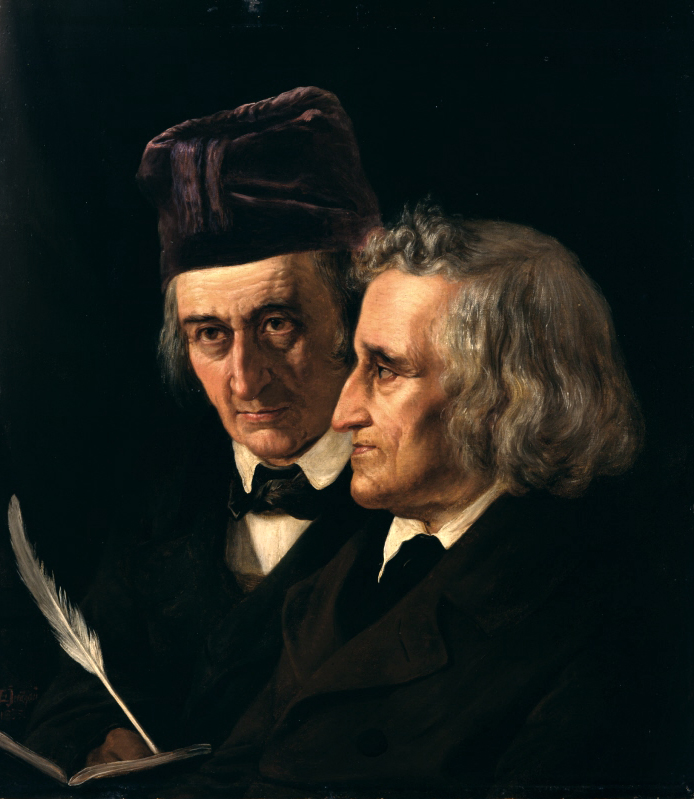
Wilhelm Grimm (links) mit Jacob Grimm

- 24. Februar: Wilhelm Grimm, deutscher Sprach- und Literaturwissenschaftler († 1859)
- 26. Februar: François Arago, französischer Astronom, Physiker und Politiker († 1853)
- 27. Februar: Alexander Contee Hanson, US-amerikanischer Politiker († 1819)

### März
- 04. März: Amédée Louis Despans de Cubières, französischer General († 1853)
- 17. März: Florentin, Fürst zu Salm-Salm († 1846)
- 19. März: José de la Torre Ugarte, peruanischer Jurist und Lyriker († 1831)
- 21. März: Jean-André-Tiburce Sébastiani, französischer General († 1871)
- 21. März: Joseph Vance, US-amerikanischer Politiker († 1852)
- 22. März: Joachim Lelewel, polnischer Historiker und Freiheitskämpfer († 1861)
- 25. März: Giovanni Battista Amici, italienischer Erfinder eines horizontalen Mikroskops mit Reflexionstubus († 1863)
- 25. März: Peter Heinrich August von Salviati, preußischer Diplomat († 1856)
- 27. März: August Ferdinand von Arnauld de la Perière, preußischer Generalleutnant († 1863)
- 28. März: Claudius James Rich, archäologischer Forscher und Resident der East India Company († 1820)
- 00. März: Pietro Atazzi, italienischer Mediziner († 1844)

### Zweites Quartal
- 02. April: Edward Raczyński, polnischer Adliger, Gründer der Raczynski-Bibliothek († 1845)
- 04. April: William A. Trimble, US-amerikanischer Offizier und Politiker († 1821)
- 06. April: Robert Hanna, US-amerikanischer Politiker († 1858)
- 07. April: William R. King, US-amerikanischer Politiker († 1853)
- 09. April: Adolf Bäuerle, österreichischer Schriftsteller († 1859)
- 16. April: Albrecht Adam, deutscher Schlachtenmaler († 1862)

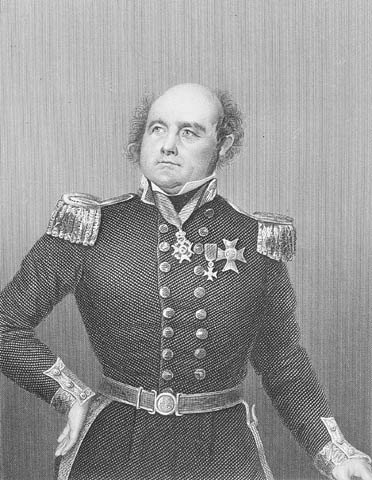
John Franklin

- 16. April: John Franklin, englischer Polarforscher († 1847)
- 17. April: Charles-Angélique Huchet, französischer Generalleutnant († 1815)
- 17. April: August Wilhelm von Neumann-Cosel, preußischer General der Infanterie und Chef des Militärkabinetts († 1865)
- 18. April: Franz Xaver Schnyder von Wartensee, Schweizer Komponist und Musikautor († 1868)
- 25. April: Johann Christian Zimmermann, deutscher Oberbergrat und Planer des Ernst-August-Stollens († 1853)
- 28. April: Jean-Bernard Kaupert, Schweizer Musikpädagoge und Komponist († 1863)
- 01. Mai: Jacob Best, deutscher Unternehmer und Brauer († 1861)
- 03. Mai: Hl. Giuseppe Benedetto Cottolengo, italienischer Priester und Ordensgründer († 1842)
- 06. Mai: Ludwig Börne, deutscher Schriftsteller († 1837)
- 08. Mai: Jean-Marie Vianney, französischer Priester, Heiliger und Schutzpatron († 1859)
- 09. Mai: William Slade, US-amerikanischer Politiker († 1859)
- 15. Mai: Dimitris Plapoutas, griechischer General und Freiheitskämpfer († 1864)
- 15. Mai: Louise Seidler, deutsche Malerin († 1866)
- 21. Mai: Karl Friedrich Klöden, deutscher Historiker und Geograph († 1856)
- 23. Mai: Samuel Ward King, US-amerikanischer Politiker († 1851)
- 28. Mai: Louis McLane, US-amerikanischer Außenminister († 1857)
- 03. Juni: William Hilton, englischer Maler († 1839)
- 04. Juni: George Pollock, britischer Feldmarschall († 1872)
- 05. Juni: Johann Carl Gottlieb Arning, deutscher Jurist und Senator († 1862)
- 08. Juni: Karl Ludwig Friedrich, badischer Großherzog († 1818)
- 11. Juni: Wilhelm Drumann, deutscher Historiker († 1861)
- 12. Juni: Elisabeth Campe, deutsche Salonnière und Schriftstellerin († 1873)
- 13. Juni: Winfield Scott, US-amerikanischer Militär und Oberbefehlshaber († 1866)
- 19. Juni: Fjodor Glinka, russischer Schriftsteller († 1880)
- 20. Juni: Marceline Desbordes-Valmore, französische Schriftstellerin († 1859)
- 26. Juni: Sunthon Phu, thailändischer Dichter († 1855)

### Drittes Quartal
- 08. Juli: Eugen Wratislaw von Mitrowitz, österreichischer General († 1867)
- 09. Juli: Rudolf Schadow, deutscher Bildhauer († 1822)
- 13. Juli: Julie Mihes, österreichische Malerin und Ordensfrau († 1855)
- 13. Juli: Ludwig von Taubadel, preußischer Landrat († 1826)
- 19. Juli: Friedrich Wilhelm Käuffer, deutscher Jurist († 1851)
- 23. Juli: Eduard von Flottwell, deutscher Jurist und Politiker († 1865)
- 02. August: Pius August, Herzog in Bayern († 1837)
- 04. August: Ernst von Seherr-Thoß, deutscher Offizier und Gutsbesitzer († 1856)

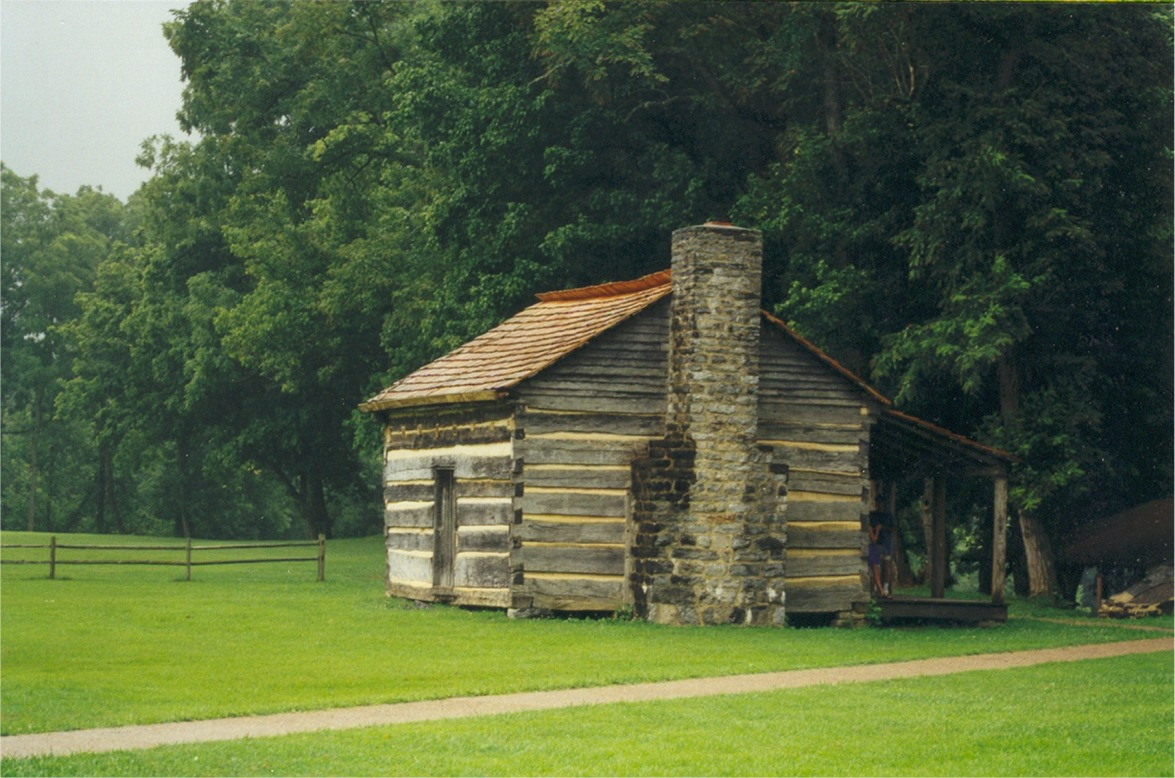
Davy Crocketts Geburtshaus (Rekonstruktion)

- 17. August: Davy Crockett, US-amerikanischer Politiker und Kriegsheld († 1836)

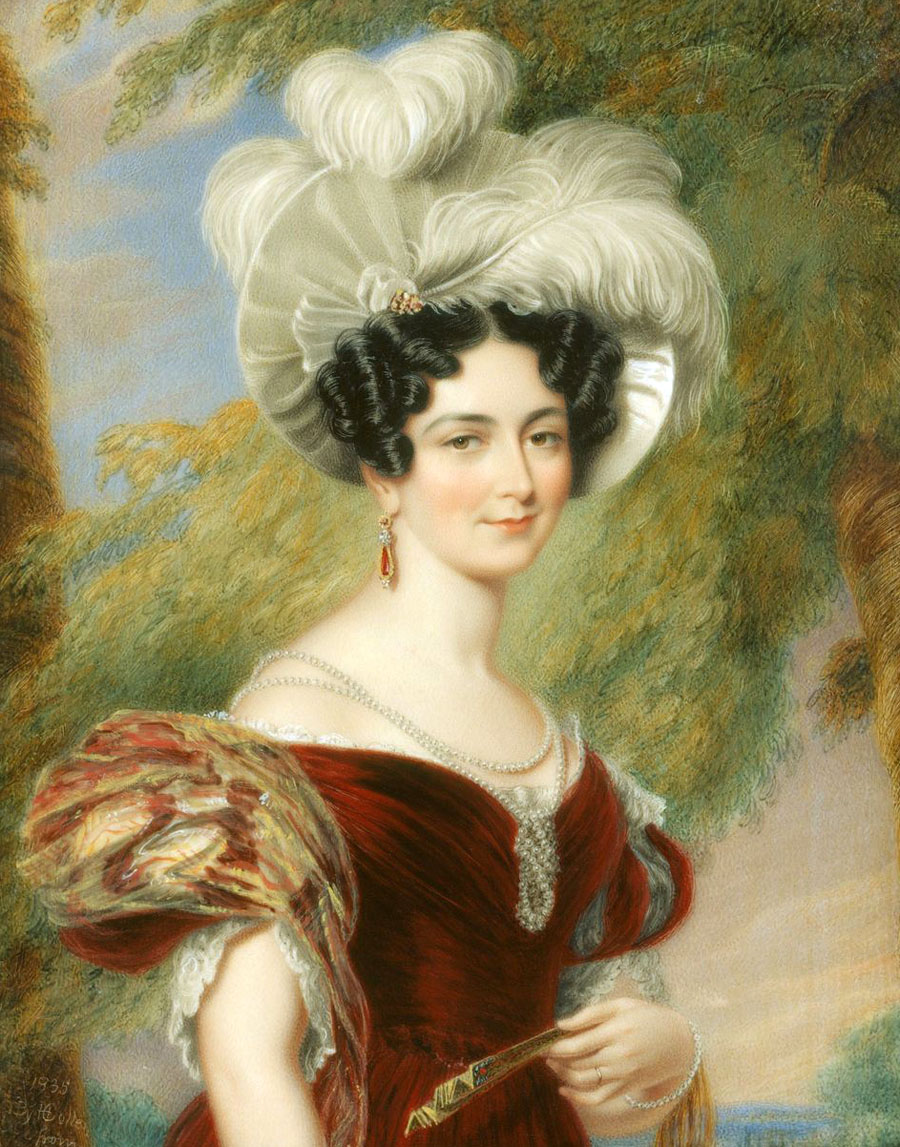
Victoire von Sachsen-Coburg-Saalfeld

- 17. August: Victoire von Sachsen-Coburg-Saalfeld, deutsche Prinzessin, Fürstin von Leiningen und Herzogin von Kent, Mutter der britischen Königin Victoria († 1861)
- 18. August: Jean Guillaume Lugol, französischer Arzt († 1851)
- 18. August: Otto von Loeben, deutscher Dichter († 1825)
- 20. August: José Joaquín Prieto Vial, Präsident von Chile († 1854)
- 21. August: Friedrich Wilhelm Karl von Arnim, Polizeipräsident von Berlin († 1852)
- 25. August: Ludwig I., König von Bayern († 1868)
- 27. August: Johannes Voigt, sächsischer Historiker und Vater des Humanismusforschers Georg Voigt († 1863)
- 28. August: Ferdinand Piloty, deutscher Lithograf († 1844)
- 29. August: Josef von Teng, bayerischer Jurist und zwischen 1836 und 1837 Bürgermeister von München († 1837)

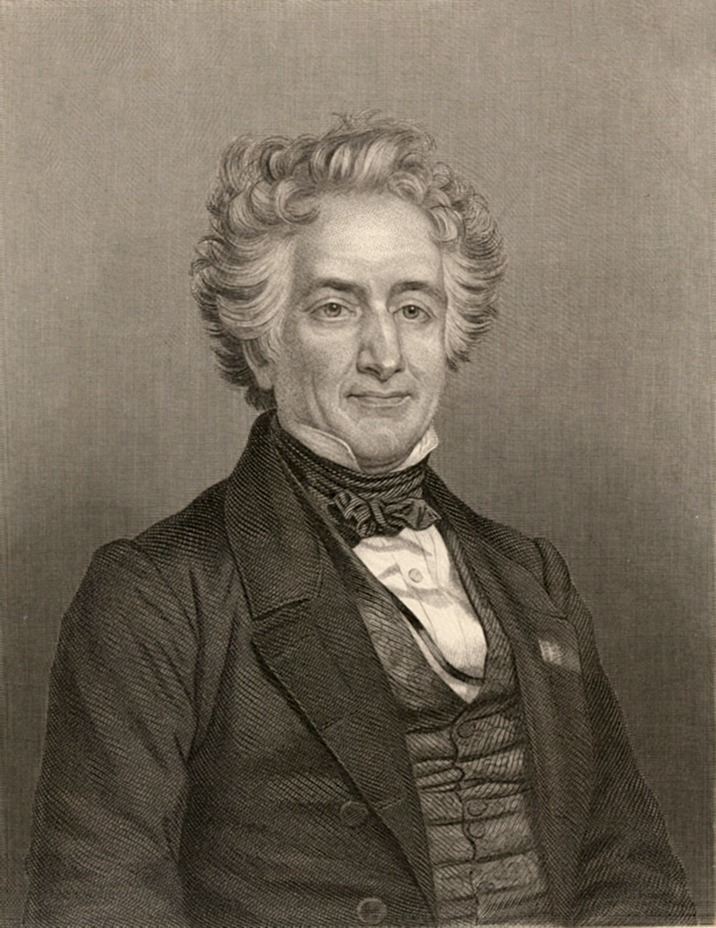
Eugène Chevreul

- 31. August: Eugène Chevreul, französischer Chemiker († 1889)
- 02. September: Karl Wilhelm August Porsche, deutscher Jurist und Kommunalpolitiker († 1840)0
- 04. September: Jehu Jones, US-amerikanischer Pastor († 1852)
- 05. September: Sergei Uwarow, russischer Politiker und Literaturwissenschaftler († 1855)
- 09. September: John Breathitt, US-amerikanischer Politiker († 1834)
- 10. September: Amos Abbott, US-amerikanischer Politiker († 1868)
- 11. September: Friedrich Kuhlau, deutscher Komponist († 1832)
- 12. September: August Gustav Heinrich von Bongard, deutscher Botaniker († 1839)
- 18. September: Christian VIII., König von Dänemark, Herzog von Schleswig, Holstein und Lauenburg sowie König von Norwegen († 1848)
- 18. September: Robert Heriot Barclay, britischer Marineoffizier († 1837)
- 18. September: Justinus Kerner, deutscher Arzt und Dichter († 1862)
- 19. September: Emanuel Friedrich von Fischer, Schweizer Politiker († 1870)
- 20. September: Franz Passow, deutscher Altphilologe († 1833)
- 22. September: William Kelly, US-amerikanischer Politiker († 1834)
- 22. September: Karl Benjamin Preusker, deutscher Archäologe, Bibliothekar und Gründer der ersten Volksbücherei Deutschlands († 1871)
- 24. September: Joseph Anton Rhomberg, österreichisch-deutscher Maler, Zeichner und Graphiker († 1853)
- 27. September: José Mariono Elízaga, mexikanischer Komponist († 1842)

### Viertes Quartal
- 03. Oktober: Carl Almenräder, deutscher Fagottist und Instrumentenbauer († 1843)
- 11. Oktober: Stevenson Archer, US-amerikanischer Jurist und Politiker († 1848)
- 13. Oktober: Adrianus Catharinus Holtius, niederländischer Rechtswissenschaftler († 1861)
- 14. Oktober: Julius von Haynau, österreichischer General († 1853)
- 15. Oktober: James Holman, britischer Reisender, Abenteurer und Autor († 1857)
- 21. Oktober: Carl Traugott Kreyßig, deutscher Jurist († 1837)
- 21. Oktober: Henry Lemoine, französischer Musikverleger und Musikpädagoge († 1854)
- 25. Oktober: Jules-Maurice Quesnel, kanadischer Entdeckungsreisender, Geschäftsmann und Politiker († 1842)
- 27. Oktober: Johann Ludwig Wilhelm Beck, deutscher Jurist († 1869)
- 02. November: Carl Poppo Fröbel, deutscher Pädagoge und Buchdrucker († 1824)
- 10. November: Franz Carl Adelbert Eberwein, sächsischer Musikdirektor und Dirigent in Weimar († 1868)
- 10. November: Andreas Töpper, österreichischer Industrieller († 1872)
- 14. November: Carl Andreas Naumann, deutscher Ornithologe († 1854)
- 16. November: William Appleton, US-amerikanischer Politiker († 1862)
- 16. November: Karl Ernst Christoph Schneider, deutscher Altphilologe († 1856)

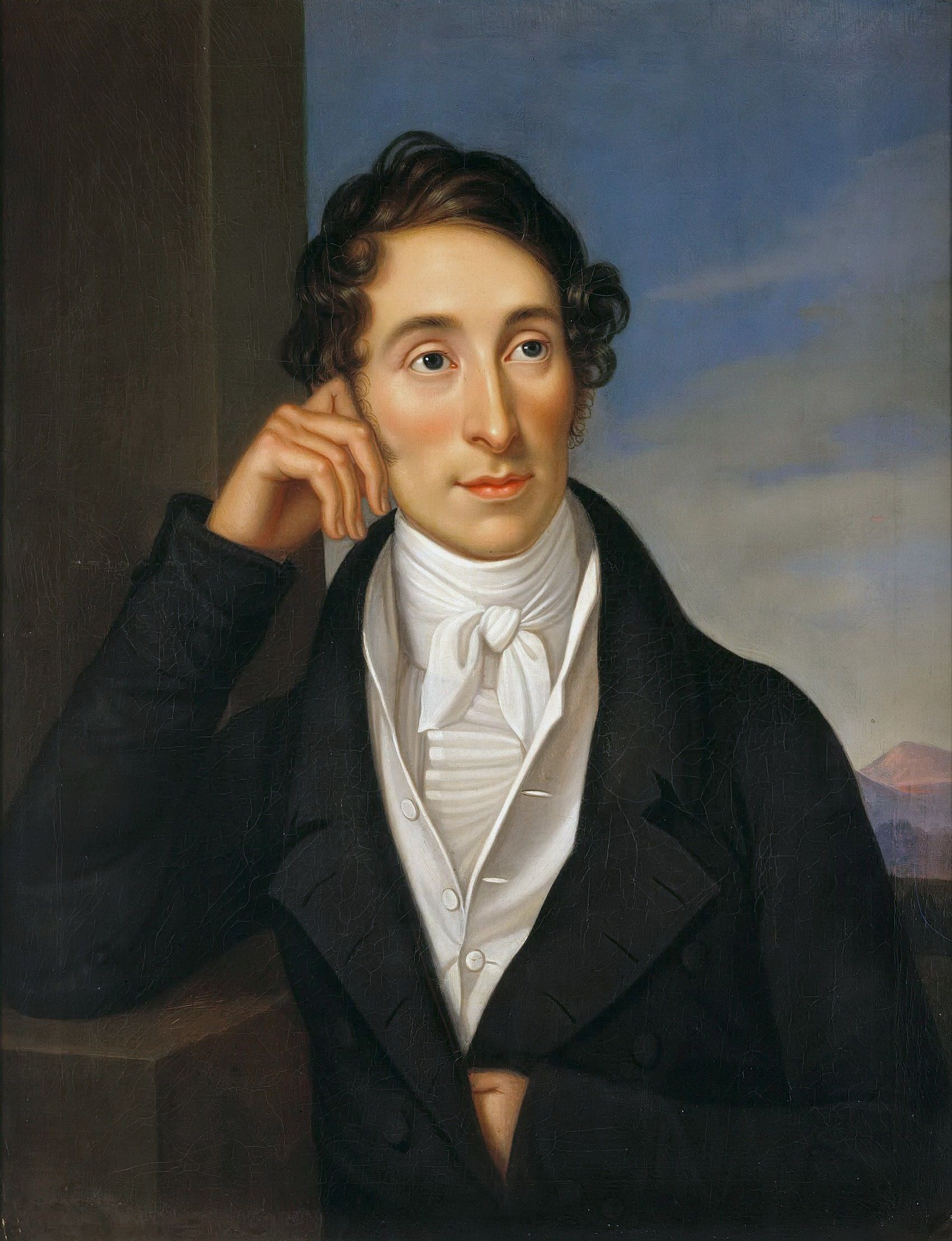
Carl Maria von Weber, 1821

- 18. oder 19. November: Carl Maria von Weber, deutscher Komponist († 1826)
- 23. November: Thomas Eastoe Abbott, englischer Dichter († 1854)
- 26. November: José María Queipo de Llano Ruiz de Saravia, spanischer Historiker, Politiker und Ministerpräsident Spaniens († 1843)
- 27. November: Josiah J. Evans, US-amerikanischer Politiker († 1858)
- 30. November: Carl Lehmann, pfälzischer Finanzbeamter und Bürgermeister von Frankenthal († 1870)
- 05. Dezember: Henry Drummond, britisches Unterhausmitglied und Mitbegründer der Katholisch-Apostolischen Gemeinden († 1860)
- 06. Dezember: Karl Wolfgang Unzelmann, deutscher Schauspieler und Sänger († 1843)
- 07. Dezember: Johann von Charpentier, deutsch-schweizerischer Geologe und Gletscherforscher († 1855)
- 07. Dezember: Maria Walewska, Geliebte von Napoléon Bonaparte († 1817)
- 08. Dezember: Joseph Naudet, französischer Philologe, Historiker und Bibliothekar († 1878)
- 10. Dezember: William Schley, US-amerikanischer Politiker († 1858)
- 12. Dezember: William L. Marcy, US-amerikanischer Politiker, Senator und Außenminister († 1857)
- 13. Dezember: Marianna Clara Auernhammer, österreichische Sängerin, Pianistin und Komponistin († 1849)
- 15. Dezember: Edward Coles, US-amerikanischer Politiker († 1868)

### Genaues Geburtsdatum unbekannt
- Ahmed Bey bin Muhammad Sharif, Bey von Constantine († 1851)
- William George Browne, englischer Entdecker († 1813)
- Pierre Galin, französischer Musiktheoretiker († 1821)
- William George Horner, englischer Mathematiker († 1837)
- Christian Paul Aecker, deutscher Unternehmer in der Porzellanbranche

## Gestorben

### Erstes Halbjahr
- 03. Januar: Albert Schulte, Bürgermeister von Hamburg (* 1716)
- 04. Januar: Moses Mendelssohn, deutscher Philosoph jüdischen Glaubens (* 1729)
- 06. Januar: Peter Nikolaus von Gartenberg, sächsisch-polnischer Politiker dänischer Herkunft (* 1714)
- 09. Januar: Joseph Karl Truchseß von Waldburg-Zeil-Wurzach, preußischer Dompropst in Köln (* 1712)
- 14. Januar: Meshech Weare, US-amerikanischer Politiker (* 1713)
- 27. Januar: Hans Joachim von Zieten, preußischer General (* 1699)
- 03. Februar: Matthias Friese, deutscher Schulmeister, Organist und Orgelbauer (* 1739)
- 08. Februar: Johann Kaspar Riesbeck, hessischer Jurist, deutscher Schriftsteller, Schauspieler und Illuminat (* 1754)
- 17. Februar: Jonas Apelblad, schwedischer Reiseschriftsteller (* 1717)
- 20. oder 27. Februar: Hermann Gottfried Pauli, deutscher Theologe (* 1720)
- 07. März: Franz Benda, deutscher Violinist und Komponist (* 1709)
- 11. März: Charles Humphreys, US-amerikanischer Politiker (* 1714)
- 16. März: Conrad Graf von Ahlefeldt, Graf und Herr auf Gut Eschelsmark (* 1705)
- 18. März: Ferdinand Sterzinger, österreichischer katholischer Theologe und Kirchenrechtler (* 1721)
- 01. April: Ignaz Parhammer, österreichischer Pädagoge und Jesuit (* 1715)
- 09. April: Ferdinand Christoph von Waldburg-Zeil, Fürstbischof von Chiemsee (* 1719)
- 10. April: John Byron, englischer Südseeforscher (* 1723)
- 13. April: Josiah Martin, letzter britischer Kolonialgouverneur von North Carolina (* 1737)
- 16. April: Simon Gabriel Suckow, deutscher Hochschullehrer (* 1721)
- 20. April: John Goodricke, englischer Astronom (* 1764)
- 03. Mai: Ernst August Schulze, deutscher reformierter Theologe (* 1721)
- 06. Mai: Heinrich Christoph Nebel, deutscher Literaturwissenschaftler, Rhetoriker und lutherischer Theologe (* 1745)
- 10. Mai: Johann Friedrich von Hahn, schlesischer Arzt in Breslau und Domherr des Stifts zu St. Sebastian in Magdeburg (* 1725)
- 15. Mai: Christian Gottlieb Gottschald, erzgebirgischer Hammerherr (* 1717)
- 19. Mai: Johann Melchior Goeze, preußischer protestantischer Theologe (* 1717)
- 19. Mai: John Stanley, britischer Komponist und Organist (* 1712)

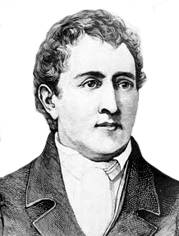
Carl Wilhelm Scheele

- 21. Mai: Carl Wilhelm Scheele, deutsch-schwedischer Chemiker und Apotheker (* 1742)
- 23. Mai: Moritz Benjowski, slowakischer Graf, Abenteurer, Reiseschriftsteller und selbsternannter König von Madagaskar (* 1741 oder 1746)
- 25. Mai: Peter III., portugiesischer König aus dem Hause Braganza (* 1717)
- 31. Mai: Karl August, Markgraf von Baden-Durlach (* 1712)
- 19. Juni: Nathanael Greene, US-amerikanischer General (* 1742)
- 21. Juni: George Hepplewhite, englischer Kunsttischler

### Zweites Halbjahr
- 01. Juli: Marie Françoise Catherine de Beauvau-Craon, offizielle Mätresse von Stanislaus I. Leszczyński (* 1711)
- 17. Juli: Heinrich Michael Hebenstreit, deutscher Jurist und Rechtshistoriker (* 1745)
- 23. Juli: Franz Jakob Späth, deutscher Orgelbauer (* 1714)
- 29. Juli: Franz Aspelmayr, österreichischer Komponist (* 1728)

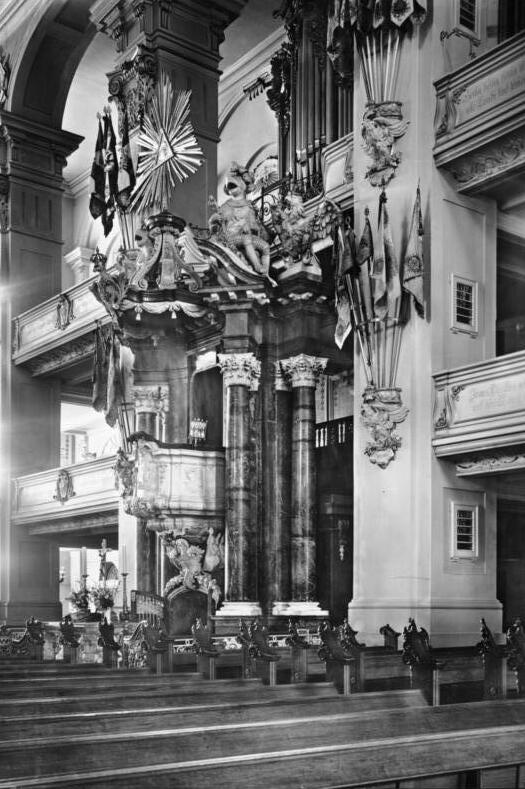
Friedrich der Große ruhte von 1786 bis 1943 in der Gruft des Königlichen Monuments der Potsdamer Garnisonkirche

- 17. August: Friedrich II., König von Preußen, genannt der Große (* 1712)
- 17. September: Tokugawa Ieharu, japanischer Shogun (* 1737)
- 18. September: Hieronim Wincenty Radziwiłł, polnisch-litauischer Adeliger (* 1759)
- 22. September: Augustin Egell, deutscher Bildhauer, Maler und Architekt (* 1731)
- 29. September: Jan Daniel Janocki, polnischer Literaturhistoriker, Bibliothekar der Zaluski-Bibliothek in Warschau (* 1720)
- 02. Oktober: Augustus Keppel, 1. Viscount Keppel, britischer Admiral und Politiker (* 1725)
- 05. Oktober: Johann Gottlieb Gleditsch, deutscher Arzt und Botaniker (* 1714)
- 06. Oktober: Antonio Sacchini, italienischer Komponist (* 1730)
- 16. Oktober: Johann Friedrich Vitzthum von Eckstädt, polnischer und kursächsischer Generalleutnant (* 1712)
- 17. Oktober: Johann Ludwig Aberli, Schweizer Maler (* 1723)
- 25. Oktober: Friedrich Immanuel Schwarz, deutscher lutherischer Theologe und Pädagoge (* 1728)
- 31. Oktober: Amelia Sophie Eleonore, britische Prinzessin (* 1711)
- 02. November: Isidore Canevale, französisch-österreichischer Architekt (* 1730)
- 03. November: Johann Karl Christoph Ferber, deutscher Hochschullehrer und Philosoph (* 1739)
- 25. November: Samuel John Atlee, US-amerikanischer Politiker (* 1739)
- 25. November: Nathanael Gottfried Leske, deutscher Naturforscher und Geologe (* 1751)

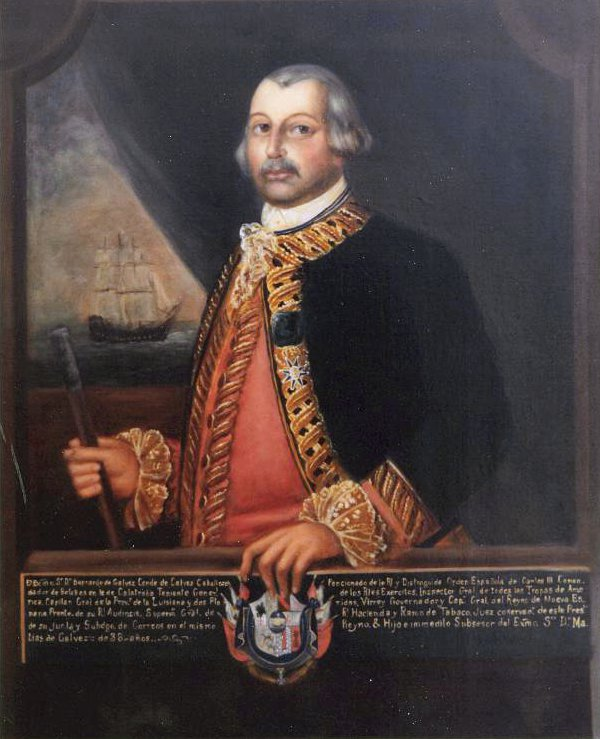
Bernardo de Gálvez y Madrid

- 30. November: Bernardo de Gálvez y Madrid, spanischer Militär, Politiker und Vizekönig von Neuspanien (* 1746)
- 07. Dezember: Friedrich August Fischer, deutscher Rechtswissenschaftler (* 1727)
- 20. Dezember: Philipp Ernst Lüders, deutscher Landwirtschaftsreformer und Pädagoge (* 1702)
- 25. Dezember: Christoph Sonnleithner, österreichischer Jurist und Komponist (* 1734)